# Pegida
Patriotische Europäer gegen die Islamisierung des Abendlandes (PEGIDA, på dansk: "Patriotiske europæere mod islamiseringen af Vesten") er en tysk politisk folkebevægelse med base i Dresden. Siden efteråret 2014 arrangerer Pegida islamkritiske demonstrationer i tyske byer på mandage. Initiativtager til protesterne var Lutz Bachmann.

## Demonstrationer
Den første demonstration fandt sted i Dresden i oktober 2014 og samlede cirka 350 personer. Ved den fjerde demonstration den 10. november var deltagerantallet oppe på 1.700 og en uge senere var antallet vokset til 3.500. Den 24. november kom cirka 5.500 personer til demonstrationen i Dresden, den 1. december omtrent 7.500, den 8. december 10.000 og den 15. december 15.000. Demonstrationen den 22. december blev den indtil da største og tiltrak 17.500 deltagere.
Ugen efter det islamistiske terrorattentat mod det franske ugemagasin Charlie Hebdo, samledes den 12. januar 2015 mere end 25.000 ved Pegidas demonstration i Dresden.
Lignende demonstrationer blev afholdt i mindre skala i andre tyske byer som Bonn, Düsseldorf og Köln.

## Reaktioner
I flere byer rundt om i Tyskland har der været moddemonstrationer mod Pegida, som har samlet op til 14.000 deltagere.
Tysklands forbundskansler Angela Merkel anklagede i sin nytårstale i slutningen 2014 lederne af Pegida for at have "fordomme, kulde - og til og med had, i deres hjerter". Tysklands indenrigsminister Thomas de Maizière erklærede, at der blandt deltagerne i protesterne findes mange almindelige mennesker, som er foruroligede over tidens samfundsproblemer. Det politiske parti Alternative für Deutschland har samtidig givet sin åbenlyse støtte til demonstrationerne, og partiets talsmand Bernd Lucke udtalte, at han anser de fleste af Pegidas krav og meningstilkendegivelser legitime. Ifølge Lucke føler de personer, som deltager i protestbevægelsen ikke, at deres bekymringer tages tilstrækkeligt alvorligt af politikerne.

## Krav
I begyndelsen af december 2014 offentliggjorde Pegida et manifest på én side med 19 politiske punkter. Deraf fremgår, at Pegida vil udforme den tyske indvandringspolitik efter nederlandsk og schweizisk forbillede med formindsket asylindvandring. Bevægelsen siger, at den er imod ligestillingsintegrering og politisk korrekthed og vil arbejde for at indføre flere folkeafstemninger som i Schweiz. Pegida vil beskytte Tysklands "jødisk-kristne kultur".

## Underorganisationer
I slutningen af december 2014 oprettedes underorganisationer for Pegida. Galleriejer Henrik Rönnquist oprettede sammen med en ven Pegida Sverige, Pegida Norge, Pegida Danmark samt Pegida Scandinavia.